# Nome (Norvège)
Pour les articles homonymes, voir Nome.
Nome est une commune de Norvège, située dans le comté (fylke) du Telemark. Elle borde les communes de Sauherad et Bø au nord, Skien au sud-est, Drangedal au sud et Kviteseid à l'ouest.

## Démographie
Nome compte 6 576 habitants au 1er janvier 2007.

## Géographie
Nome s'étend sur 434 km2.
Le point culminant de Nome est Steinmyrkollene (670 m).
Le canal du Telemark passe par la commune.

## Administration
Le maire de Nome est Monsieur Jan Thorsen (Senterpartiet - Parti Centriste Agrarien).

## Économie
Le lieu-dit d'Ulefoss est l'un des lieux industriels les plus anciens de Norvège avec une activité de scierie depuis le XVIe siècle et de mines depuis le XVIIe siècle. Ulefoss Jærnverk, un atelier métallurgique, fut fondé en 1657 et est toujours en activité.

## Personnalités liées à Nome
- Atle Skårdal, alpiniste
- August Cappelen, peintre

## Curiosité
On trouve à Nome un château de style empire construit par Niels Aall, frère de Jacob Aall, en 1807, Ulefoss Hovedgaard.